# Jasatsjnaja
De Jasatsjnaja (Russisch: Ясачная, Jakoets: Дьаһаак; Djahaak) is een zijrivier van de Kolyma in de Russische oblast Magadan (districten Jagodninski en Soesoemanski) en Jakoetië (oeloes Verchnekolymski). 
De naam van de rivier werd in de 17e eeuw gegeven door de Siberische Kozakken, die aan de rivier de jasak inden; de huidenbelasting (meestal van sabelmarters) die de inorodtsy (inheemse bevolking) aan het Russische Rijk moesten betalen.

## Loop en gegevens
De rivier ontstaat nabij de berg Ezon (ca. 2000 meter) op een hoogte van ongeveer 850 à 900 meter op de oostelijke uitlopers van het Tsjerskigebergte door de samenstroming van de Levaja (linker) en Pravaja (rechter) Jasatsjnaja. In de bergachtige bovenloop snijdt de rivier zich soms diep door de bergkammen met verschillende stroomversnellingen. Soms wordt de rivier door bergrotsen ondergronds gedrukt. In de tussenliggende bergvalleien waaiert de rivier uit over een meerdere stromen. Na 52 kilometer stroomt de rivier het Laagland van Kolyma binnen. en meandert daarbij uit over verschillende beddingen. In de moerassige delta waaiert de rivier uit over een gebied tot ruim 1,5 kilometer breed. De laatste 60 kilometer stroomt de rivier parallel aan de Kolyma, alvorens hierin in te stromen.
De rivier heeft een lengte van 441 kilometer (vanaf het begin van de Levaja Jasatsjnaja 490 kilometer). Het stroomgebied omvat 35.900 km². De ijsgang in de rivier duurt van eind oktober tot eind mei, begin juni. De rivier wordt met name gevoed door smeltwater. De belangrijkste zijrivieren zijn de Omoeljovka, Olgoeja, Rassocha en de Gonjoecha, die allen aan linkerzijde instromen.
Aan de rivier ligt het dorp Nelemnoje en aan de monding de plaats Zyrjanka. De rivier is bevaarbaar tot aan Nelemnoje op 80 kilometer van de monding. In de rivier komen onder andere moeksoen, marene, nelma, omoel, zeelt en tsjebak.  Bij de rivier zijn steenkoollagen aangetroffen.

## Debiet
Het gemiddeld jaarlijks debiet bedraagt 329 m³/sec.
| Gemiddelde maandelijkse waterafvoer (m³/sec) van de rivier Jasatsjnaja vanaf 1972 tot 1988 (metingen van het peilstation nabij Nelemnoje, op 80 km van de monding) |

1. ↑  (en) Yasachnaya At Nelemnoye. R-ArcticNET. Gearchiveerd op 30-1-2013. Geraadpleegd op 24-6-2018.